# شهرستان ذیبین
ناحیهٔ ذیبین (به عربی: مدیریة ذیبین) یک ناحیه در یمن است که در استان عمران واقع شده‌است.
ناحیهٔ ذیبین ۳۰٬۷۹۹ نفر جمعیت دارد.